# Gentlemannaforskare
Gentlemannaforskare (engelska: gentleman scientist) är en person, underförstått en man, som bedriver forskning som amatör utan statliga eller privata anslag, i allmänhet tack vare en privat förmögenhet. Idag benämns gentlemannaforskare i engelskan som Independent scientists, vilket är gör det oberoende av kön, då ordet Gentleman begränsar ordet till män. 
Begreppet uppstod under renässansen med den vetenskapliga revolutionen, men amatörforskning har minskat i betydelse under 1900-talet. Många tidiga medlemmar av Royal Society i London var gentlemannaforskare.
Några kända gentlemannaforskare är Charles Darwin, Benjamin Franklin, Antoine Lavoisier och Robert Boyle.

## För- och nackdelar med oberoende forskning
Det finns både för- och nackdelar med att vara självfinansierad. En nackdel kan vara att medlen inte räcker till för att få fram det önskade resultatet. Om medlen är obegränsade ger självfinansiering istället en rad fördelar. Personen i fråga blir inte bunden till andra åtaganden som t.ex. administrativa uppdrag eller att vara lärare på deltid. En annan fördel är även att personen själv får en större frihet och kan bestämma riktningen inom forskningen som bedrivs. Resultatet av forskningen tillhör forskaren och inte något företag.
Gentlemannaforskare var också de som kunde ta sig frihet att kritisera forskning utan att vara rädda för eventuella följder. Det var ofta gentlemannaforskare som kritiserade evidensbaserad medicin när det började användas. 
Ett annat exempel på hur fria gentlemannaforskarna kunde vara är citatet från Peter Rich som beskrev gentlemannaforskaren Peter Mitchell med orden “I think he would have found it difficult to have gotten funding because his ideas were rather radical”. Mitchell vann sedan nobelpriset i kemi 1978.
Den moderna vetenskapen kräver kompetens och i många fall tillgång till vetenskaplig utrustning. Vetenskaplig utrustning kan vara kostsamt och de medlen som behövs kan, förutom självfinansiering, komma ifrån samarbete med finansierade kollegor. Antingen kan vetenskapsmannen välja att få delfinansierade bidrag eller en riktning där den dyraste resursen som krävs är tid. Vid lyckat resultat innehar oberoende samma rätt att publicera resultaten i samma tidskrifter som finansierade forskare gör.

## Dagens gentlemannaforskare
Det finns många exempel på nutida oberoende forskare som bedriver deras forskning baserat på egna tillgångar. Stephen Wolfram, Julian Barbour, Aubrey de Grey, Barrington Moore, Susan Blackmore, James Lovelock och John Wilkinson är några av de mest kända namnen. För att nämna några exempel, John Wilkinson finansierar sin forskning på molekylär synergism i naturen genom att ge vetenskaplig rådgivning inom naturliga produkter och Stephen Wolfram finansierar sin forskning genom försäljning av programvaran Mathematica.